# Saulo Queiroz
Saulo Queiroz (Guaíra, 22 de junho de 1939) é um político brasileiro. Filho de Sebastião Rabelo Queiroz e Mariana Garcia Lelis Queiroz, ele exerceu o mandato de deputado federal constituinte em 1988.

## Carreira política
Em 1978, com o surgimento do estado do Mato Grosso do Sul após a lei que dividiu o estado do Mato Grosso em dois, Saulo Queiroz ficou encarregado da secretaria do Desenvolvimento Econômico durante o governo de Harry Amorim Costa (1978-1979). Exerceu o cargo até junho de 1979, quando o governador foi deposto.
Foi deputado federal pelo Partido Democrático Social (PDS), em 1982, onde liderou o grupo “pró-diretas” na Câmara dos Deputados. Em 1985, deixou o partido e ingressou no PFL, Partido da Frente Liberal, fundado em janeiro do mesmo ano. Tornou-se membro do diretório nacional e mais tarde, foi secretário-geral da executiva nacional da agremiação.
Como membro da Comissão de Serviço Público na Câmara dos Deputados, elegeu-se deputado federal constituinte pelo Mato Grosso do Sul pelo PFL, em novembro de 1986. Foi o terceiro mais votado do estado, com 37 mil votos.
Em 1987, foi responsável por propor um projeto de lei que estabeleceria um mandato de seis anos do presidente José Sarney. A fórmula foi rejeitada pelo próprio presidente.
Em junho de 1988, saiu do PFL e filiou-se ao Partido da Social Democracia Brasileira (PSDB). Presidente da executiva estadual provisória do partido, ele candidatou-se ao cargo de prefeito de Campo Grande nas eleições de outubro de 1988, não obtendo sucesso. No ano seguinte, tornou-se membro do Diretório Nacional, exercendo o cargo de primeiro-secretário da Executiva Nacional do PSDB. Permaneceu lá até 1991.
Já reeleito deputado federal em 1994, pelo PSDB, o político assumiu o mandato e foi efetivado na Câmara dos Deputados, em 1995. A partir de fevereiro, ele integrou a  Comissão de Finanças e Tributação e tornou-se suplente da Comissão de Agricultura e Política Rural. Em maio de 1995, se afastou do PSDB e retornou ao PFL. Pelo partido, competiu por uma cadeira no Senado na eleições de outubro de 1998, não tendo sido eleito. No final da legislatura, deixou a Câmara dos Deputados, em janeiro de 1999, e passou a compor a  direção executiva do PFL, como secretário nacional do partido.
Saulo Queirós foi  secretário geral do PFL em Mato Grosso do Sul, no final de 2001. Em 2002, deixou a função de secretário geral para assumir a tesouraria do mesmo partido. Após a decisão de mudar o nome do Partido da Frente Liberal para Democratas, representado pela sigla DEM, Queirós voltou ao partido e passou a exercer a função de secretário-geral em Mato Grosso do Sul. Em 2008, foi consultor político e tesoureiro do DEM, cargo que ainda estava exercendo em 2009. No ano seguinte, deixou o cargo e tornou-se tesoureiro do partido.
Em 2009, Saulo Queiroz transferiu seu domicílio eleitoral para São Paulo, com o objetivo de conseguir a uma vaga na Câmara dos Deputados pelo estado.

## Filiações partidárias
Saulo Queiroz transitou em diferentes partidos durante sua carreira política. Entre 1981 e 1985, estava filiado ao Partido Democrático Social (PDS). De 1985 a 1988, o político juntou-se ao Partido da Frente Liberal (PFL). Esteve no Partido da Social Democracia Brasileira (PSDB) entre 1988 e 1955, e a partir de 1995, passou a integrar o partido Democratas.